# San Salvador (Ejea de los Caballeros)

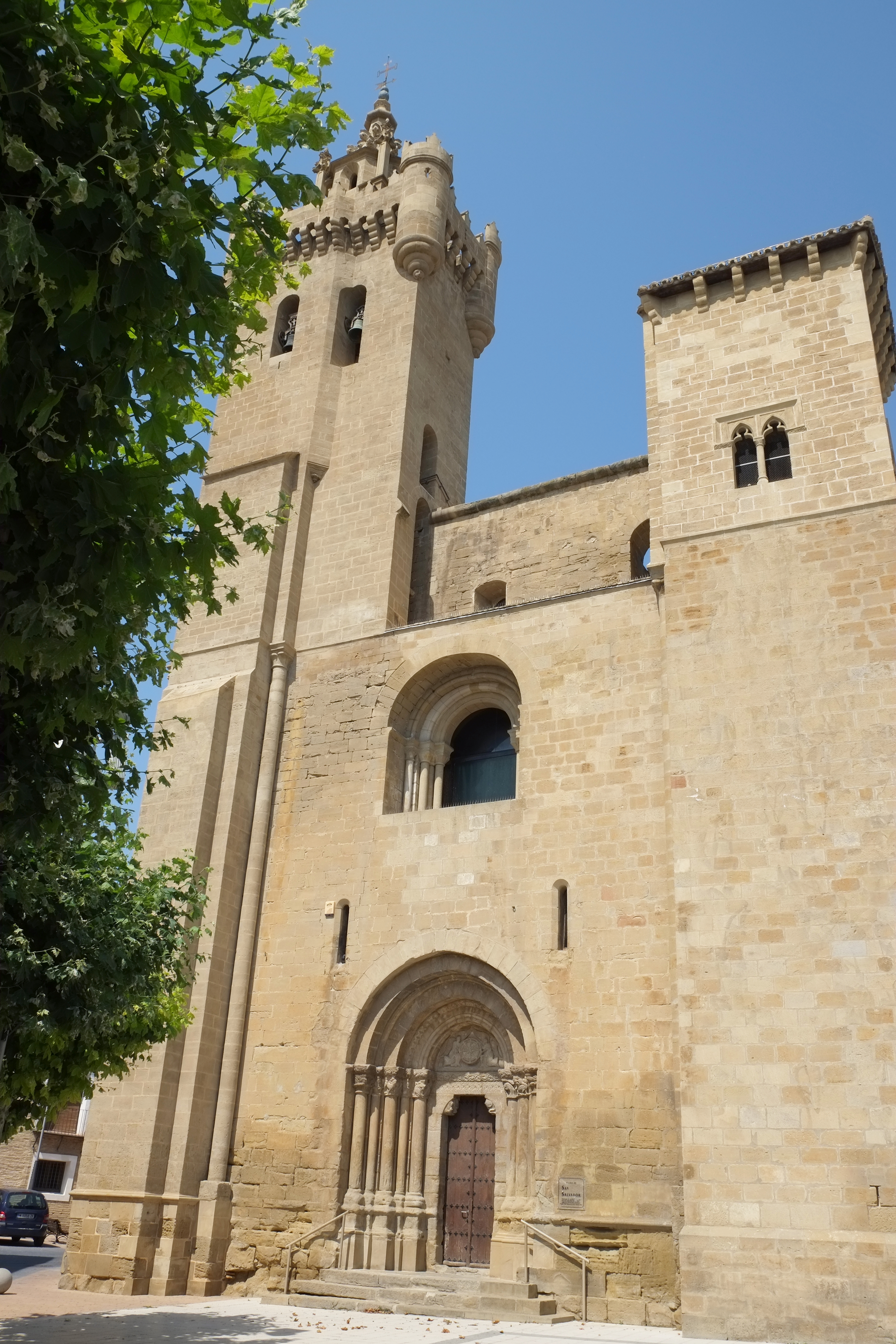
Kirche San Salvador, Westfassade

Die katholische Pfarrkirche San Salvador in Ejea de los Caballeros, der Hauptstadt der Comarca Cinco Villas in der Provinz Saragossa in der spanischen Autonomen Gemeinschaft Aragonien, wurde vermutlich gegen Ende des 12. und zu Beginn des 13. Jahrhunderts im Stil des Übergangs von der Romanik zur Gotik errichtet. Die Kirche ist Jesus Christus, dem Salvator mundi (Erlöser der Welt), geweiht. Das Patroziniumsfest ist der 5. August und fällt mit dem der Verklärungskirchen zusammen. Im Jahr 1931 wurde die Kirche, in der ein gotisches  Altarretabel aus dem 15. Jahrhundert erhalten ist, zum Baudenkmal (Bien de Interés Cultural) erklärt.

## Geschichte
Wie aus einer Inschrift an der Westfassade hervorgeht, wurde die Kirche im Jahr 1230 fertiggestellt, bereits im Jahr 1222 wurde sie geweiht. Um die Mitte des 15. Jahrhunderts wurden die beiden Kapellen seitlich an den Chor angefügt. Die anderen Kapellen wurden ab 1545 unter dem Erzbischof von Saragossa Hernando de Aragón angebaut. Ende des 18. Jahrhunderts entstand die Votivkapelle, die nach einem Gelübde im Jahr 1773 zu Ehren der Jungfrau Maria aus Dankbarkeit für die Verschonung von der Cholera errichtet wurde. Zwischen 1985 und 2010 wurde die Kirche mehrfach renoviert.

## Architektur

### Außenbau
Die Kirche ist aus sorgfältig behauenen Sandsteinquadern errichtet. Sie besteht aus einem einzigen Schiff mit Seitenkapellen und einem Chor mit polygonaler Apsis. Die Westfassade wird von zwei Türmen gerahmt. 
Der nördliche Turm hat einen quadratischen Grundriss und ist in zwei Stockwerke gegliedert. Im unteren Stockwerk führt eine Wendeltreppe zum Glockengeschoss. Den oberen Abschluss des Turms bekrönen kleine runde Ecktürme, Zinnen und Maschikulis, die auf Rollenkonsolen aufliegen und die dem Turm ein wehrhaftes Aussehen verleihen. Der Turmhelm wurde im 15. oder 16. Jahrhundert aufgesetzt.
Der Südturm wurde in der Mitte des 14. Jahrhunderts errichtet, blieb allerdings unvollendet. Er hat ebenfalls einen quadratischen Grundriss und zwei Stockwerke. Wie beim Nordturm besitzt auch das untere Stockwerk des Südturms keine Öffnungen. Das Obergeschoss wird im Süden und Westen von spitzbogigen, gekuppelten Klangarkaden durchbrochen, die mit Nonnenkopf-Maßwerk verziert und von Alfiz-Rahmen umgeben sind, die an die islamische Architektur erinnern. Das Dach wird von Rollenkonsolen getragen.

### Nordportal

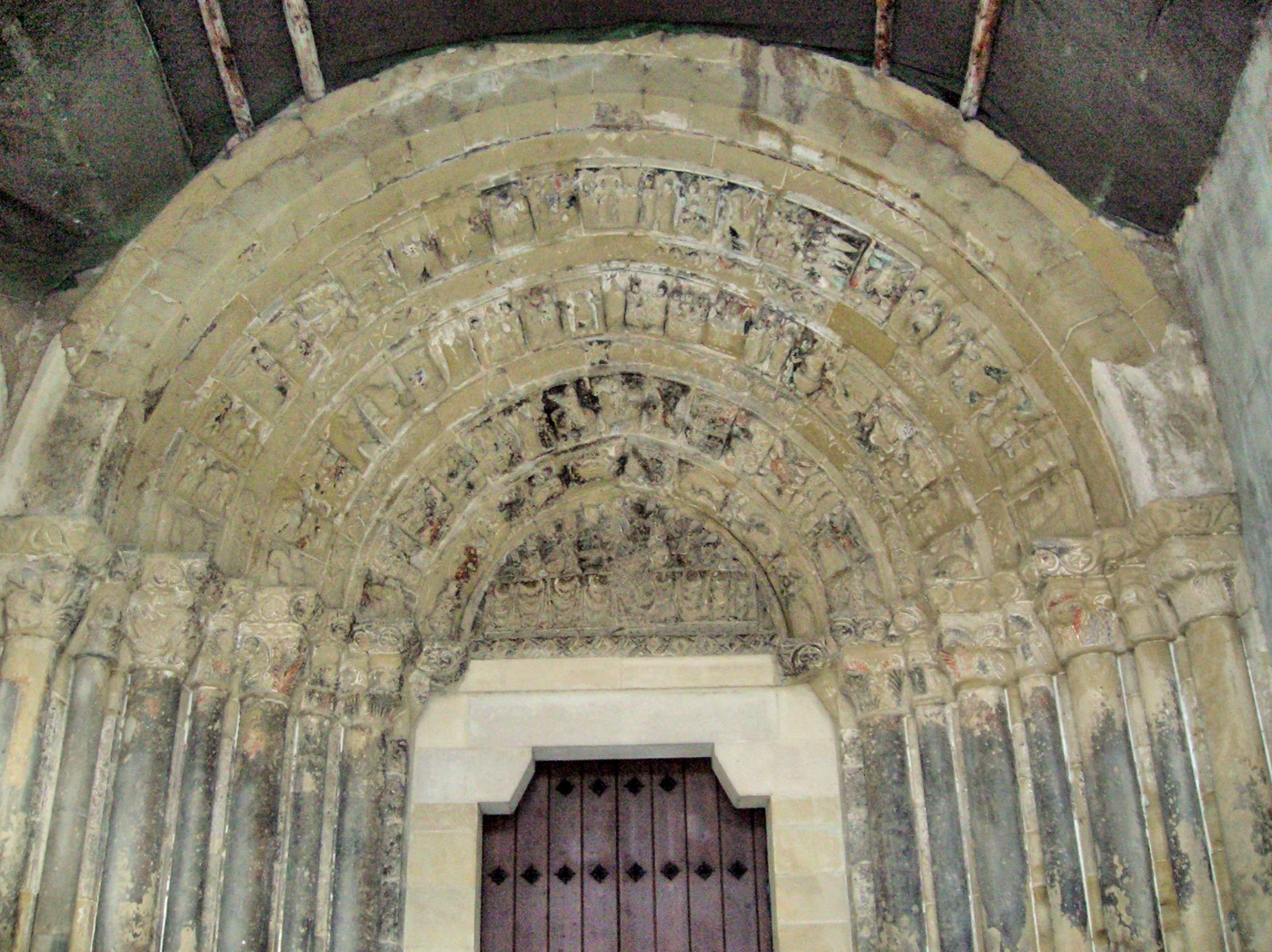
Nordportal

Das stark verwitterte Nordportal wurde im 16. Jahrhundert in eine Vorhalle integriert. Das Portal wird von schlanken Säulen mit Kapitellen und fünf rundbogigen Archivolten gerahmt. Auf dem Tympanon ist das letzte Abendmahl dargestellt, die Szenen auf den Archivolten sind dem Thema der Erlösung gewidmet. Die Kapitelle weisen einen pflanzlichen Dekor auf. Teilweise sind noch Farbreste zu erkennen.

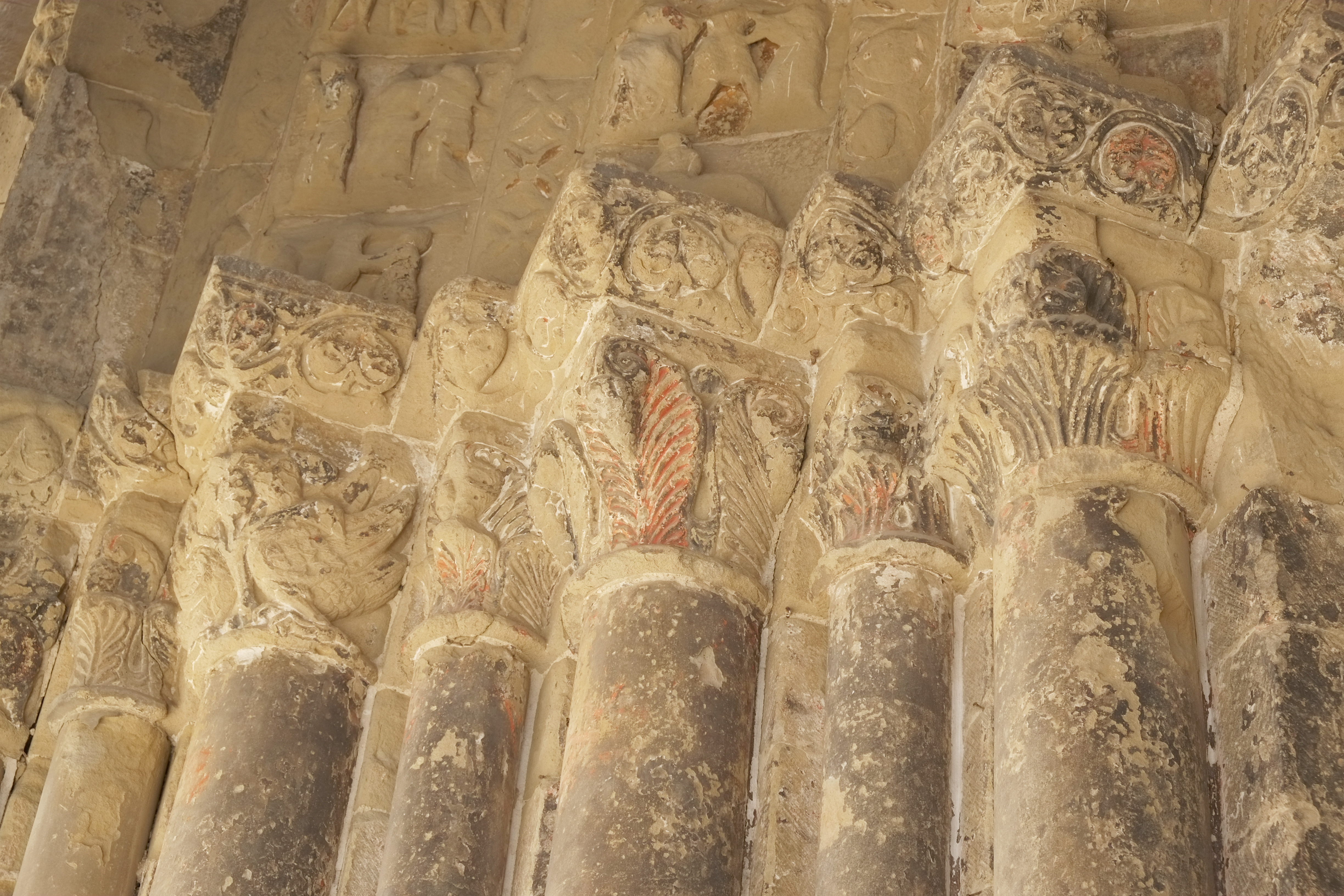
Kapitelle am Nordportal links
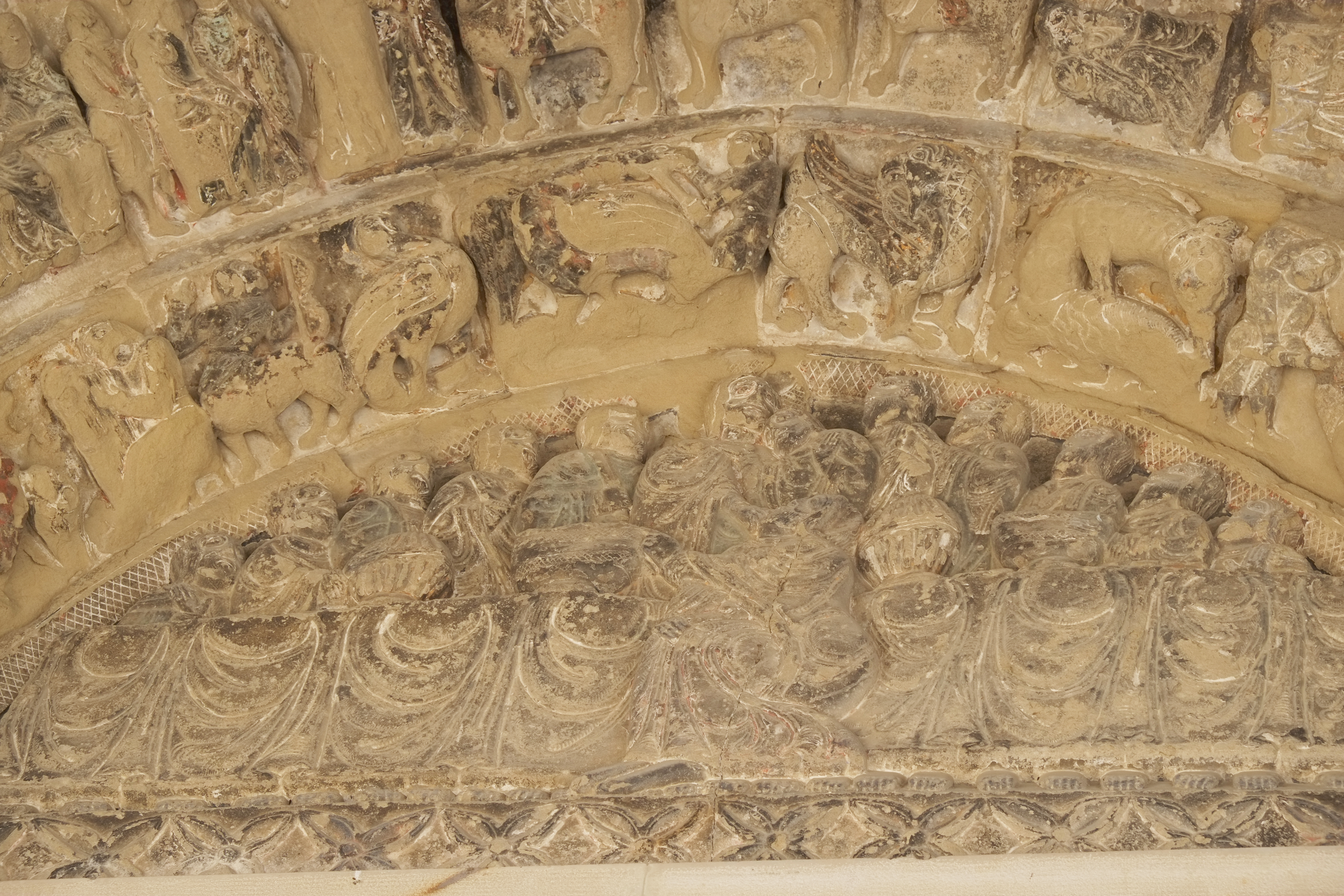
Tympanon am Nordportal
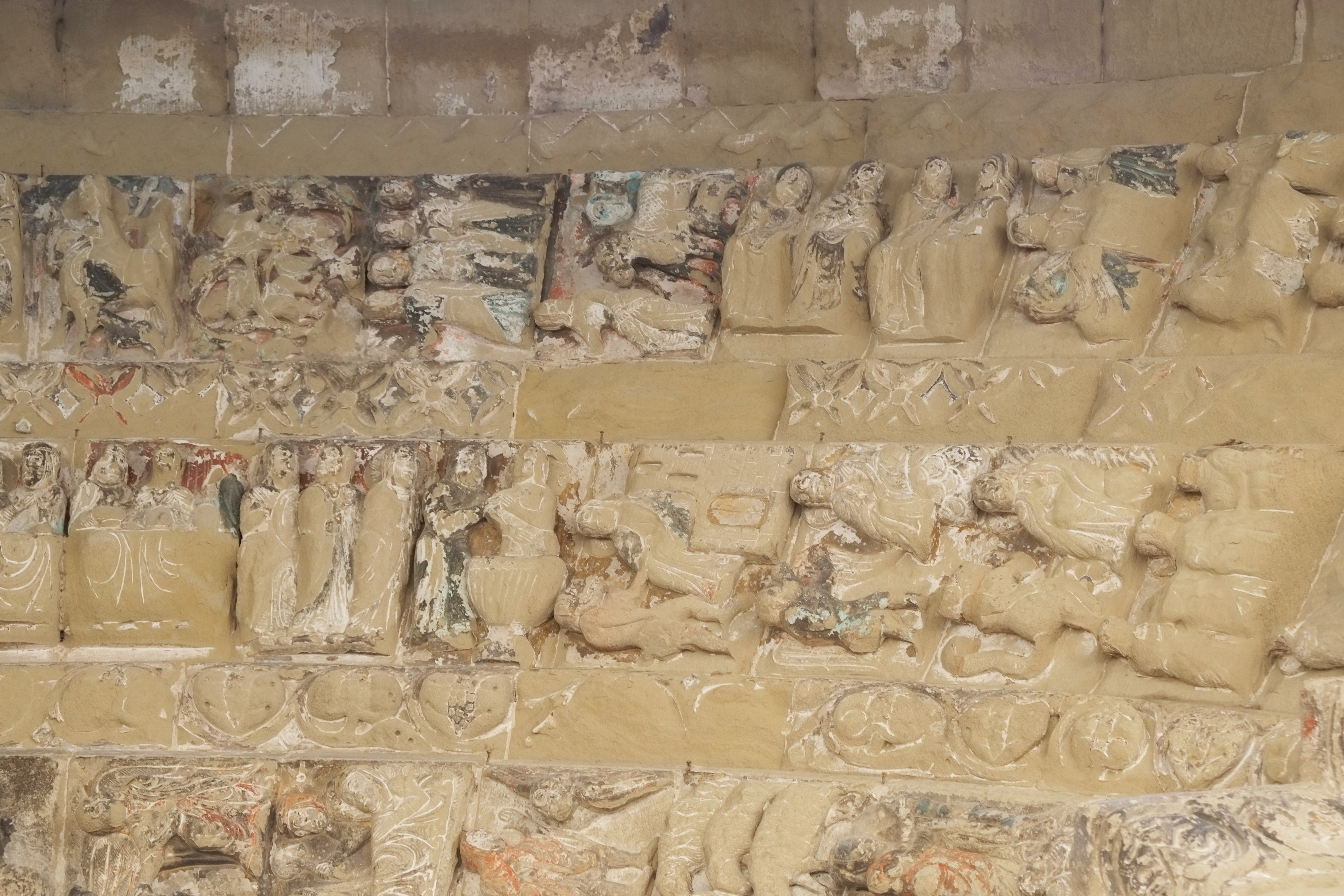
Archivolten am Nordportal

### Westportal

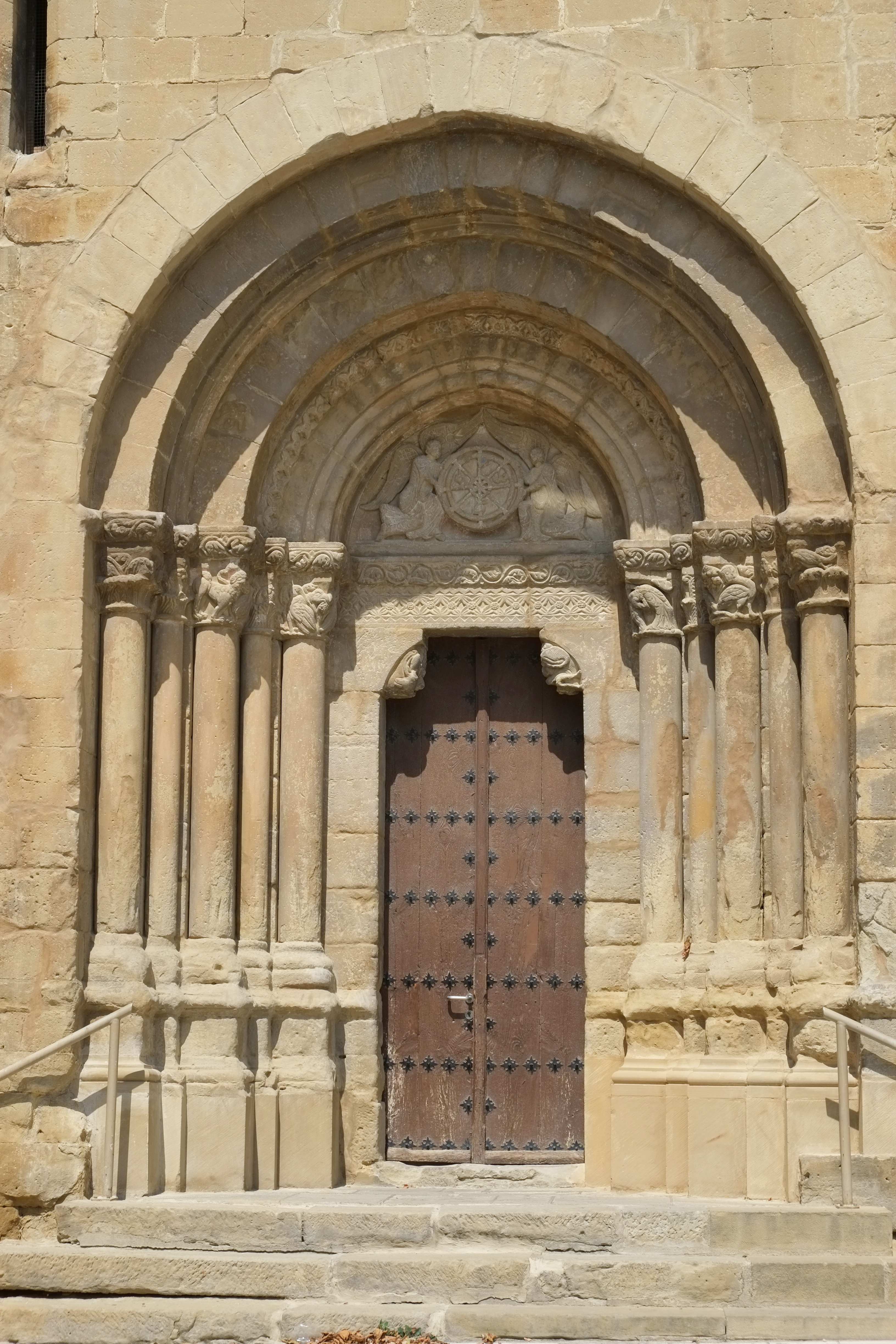
Westportal

Das Westportal wird von vier schmucklosen Archivolten gerahmt, die von schlanken, auf hohen Sockeln stehenden Säulen getragen werden. Die Kapitelle der Säulen sind mit floralen und figürlichen Motiven verziert. Auf dem inneren Kapitell auf der rechten Seite ist ein Harfenspieler und eine Akrobatin dargestellt, das gleiche Motiv, das man auch an einem Kapitell im Kreuzgang der ehemaligen Benediktinerklosterkirche San Pedro el Viejo in Huesca findet und das dem Meister von San Juan de la Peña (oder Maestro de Agüero) zugeschrieben wird. Auf den anderen Kapitellen sind ein Löwe, Vögel, die an Trauben picken, Harpyien und andere Fantasiewesen dargestellt. Das Tympanon weist ein Relief mit dem Christusmonogramm und den griechischen Buchstaben Alpha und Omega auf. Es wird umgeben von einem Rad mit drei konzentrischen Kreisen und acht Speichen, das von zwei Engeln gehalten wird. Der Türsturz ist mit stilisierten Blütenblättern und wellenlinienförmig angeordnetem Weinlaub verziert und liegt auf Konsolen (mochetas) auf, die mit Köpfen von Ungeheuern skulptiert sind. Eines der Ungeheuer verschlingt eine Ziege, das andere hat einen Menschen in seinem Maul.

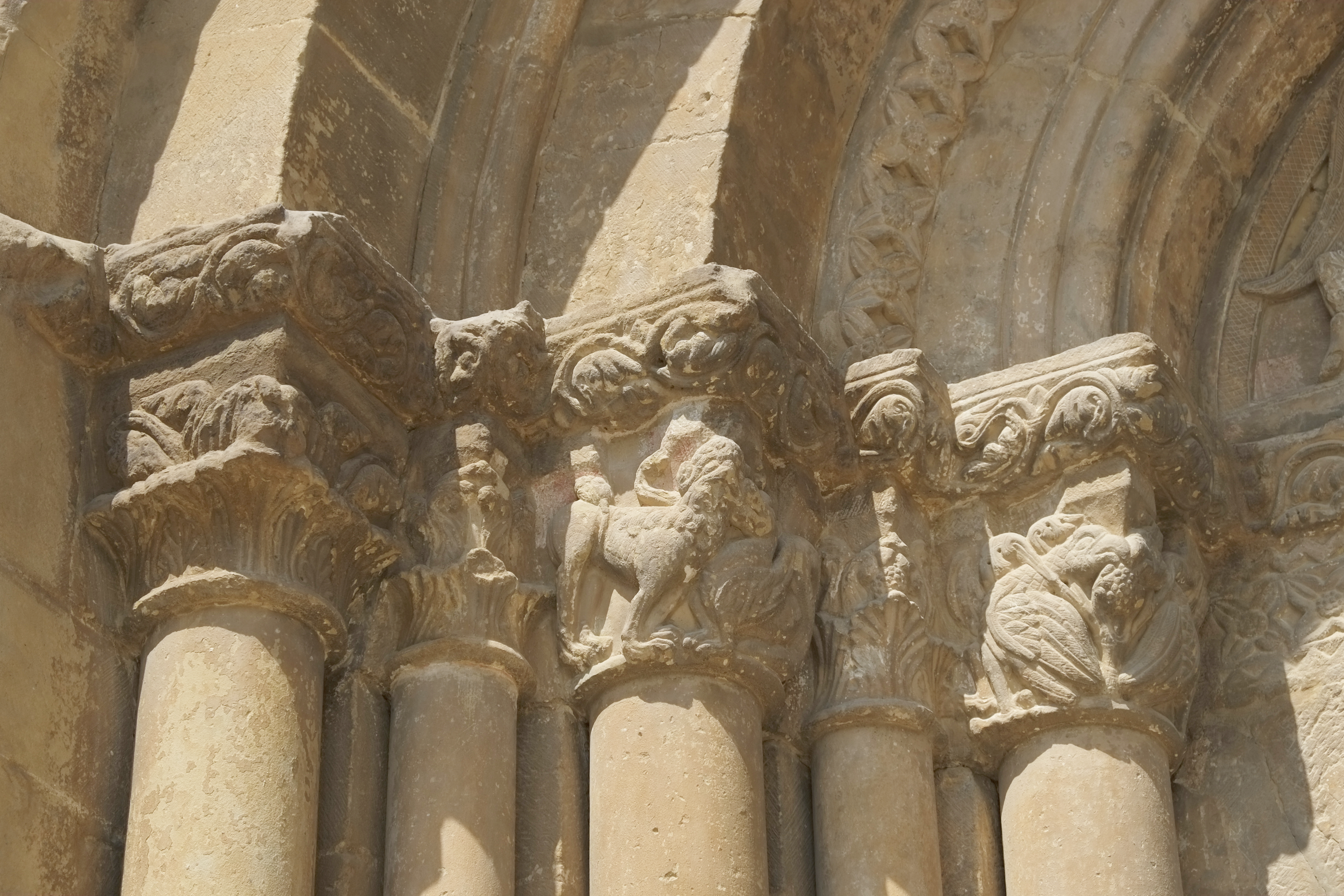
Kapitelle am Westportal links
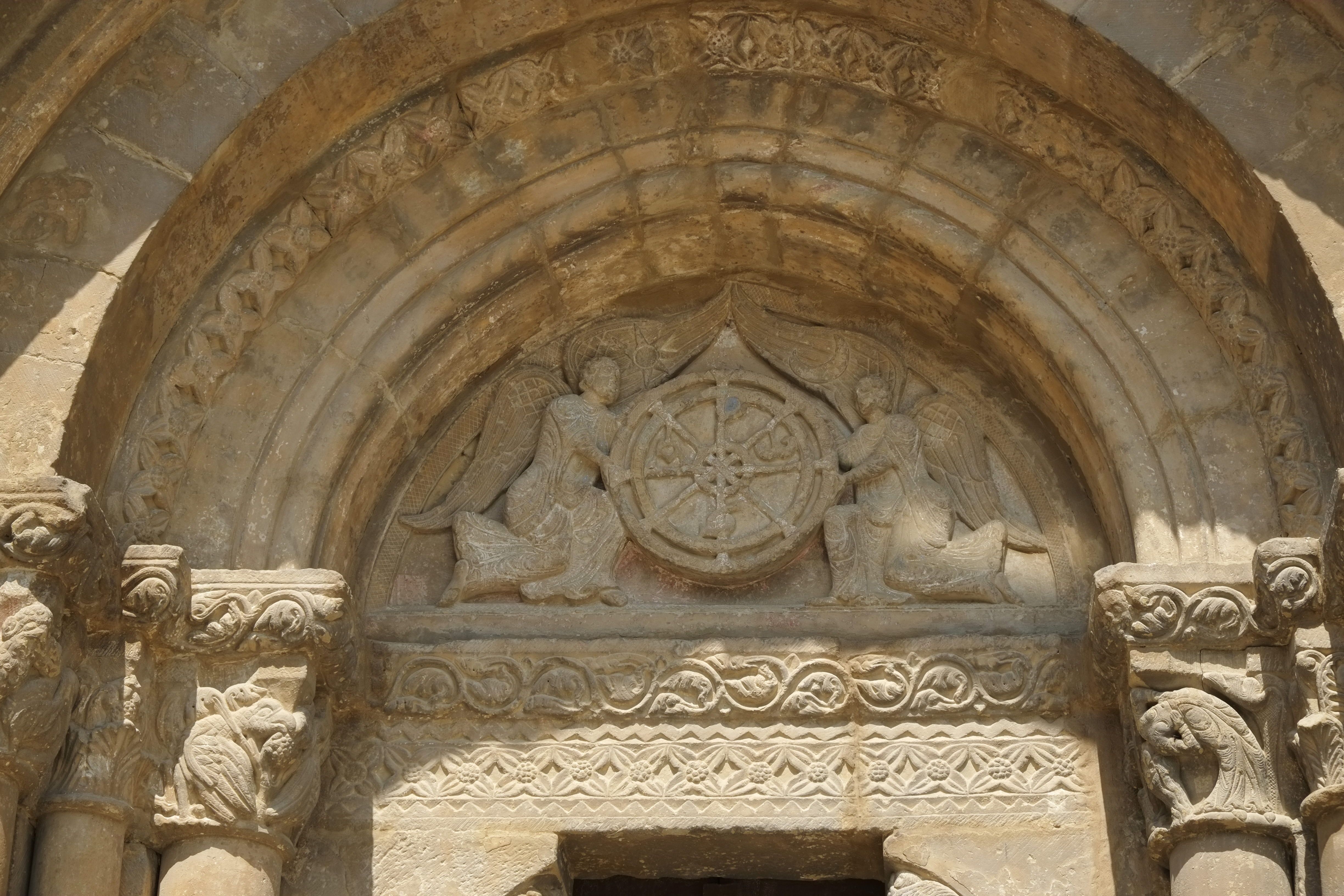
Tympanon am Westportal
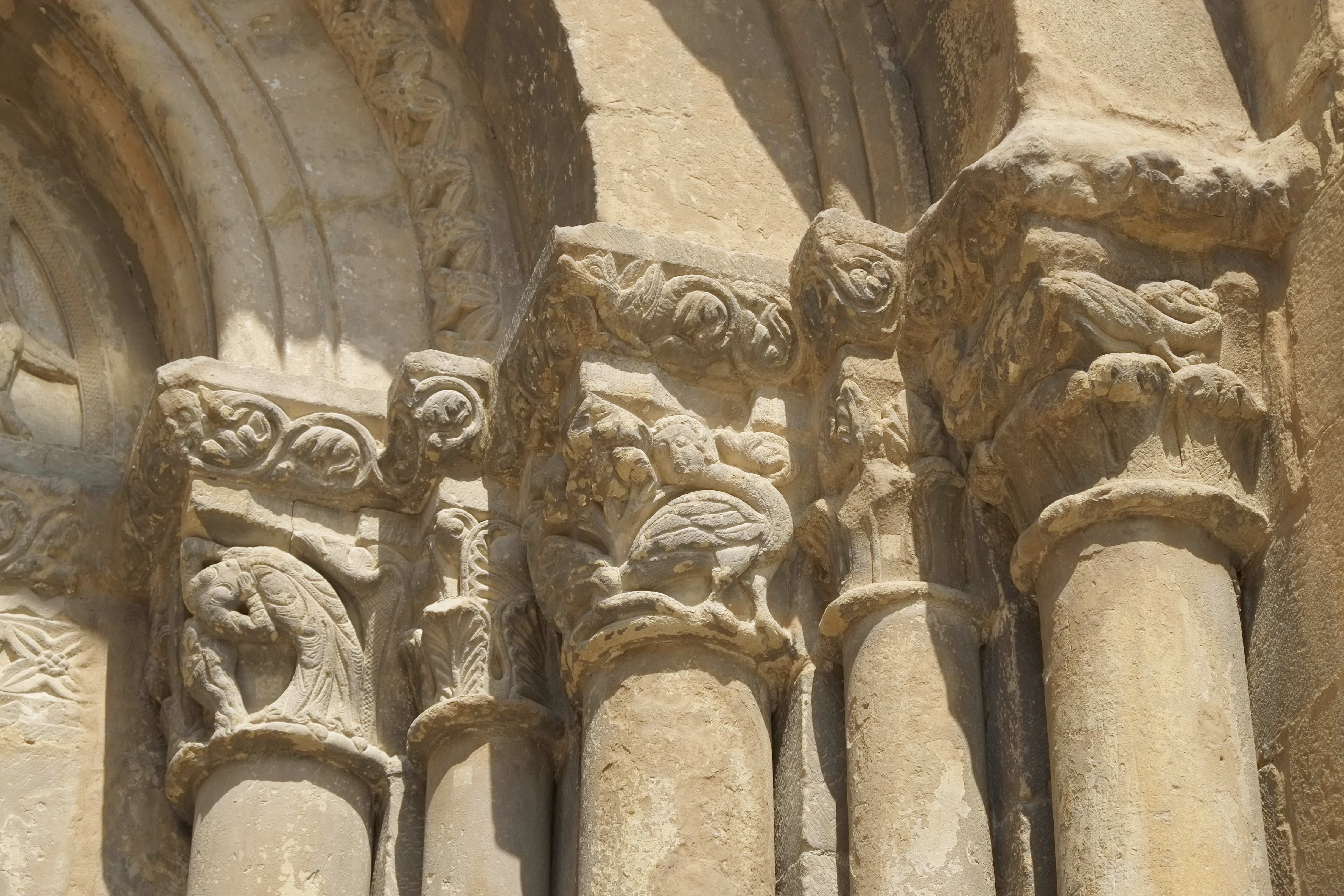
Kapitelle am Westportal rechts

### Innenraum

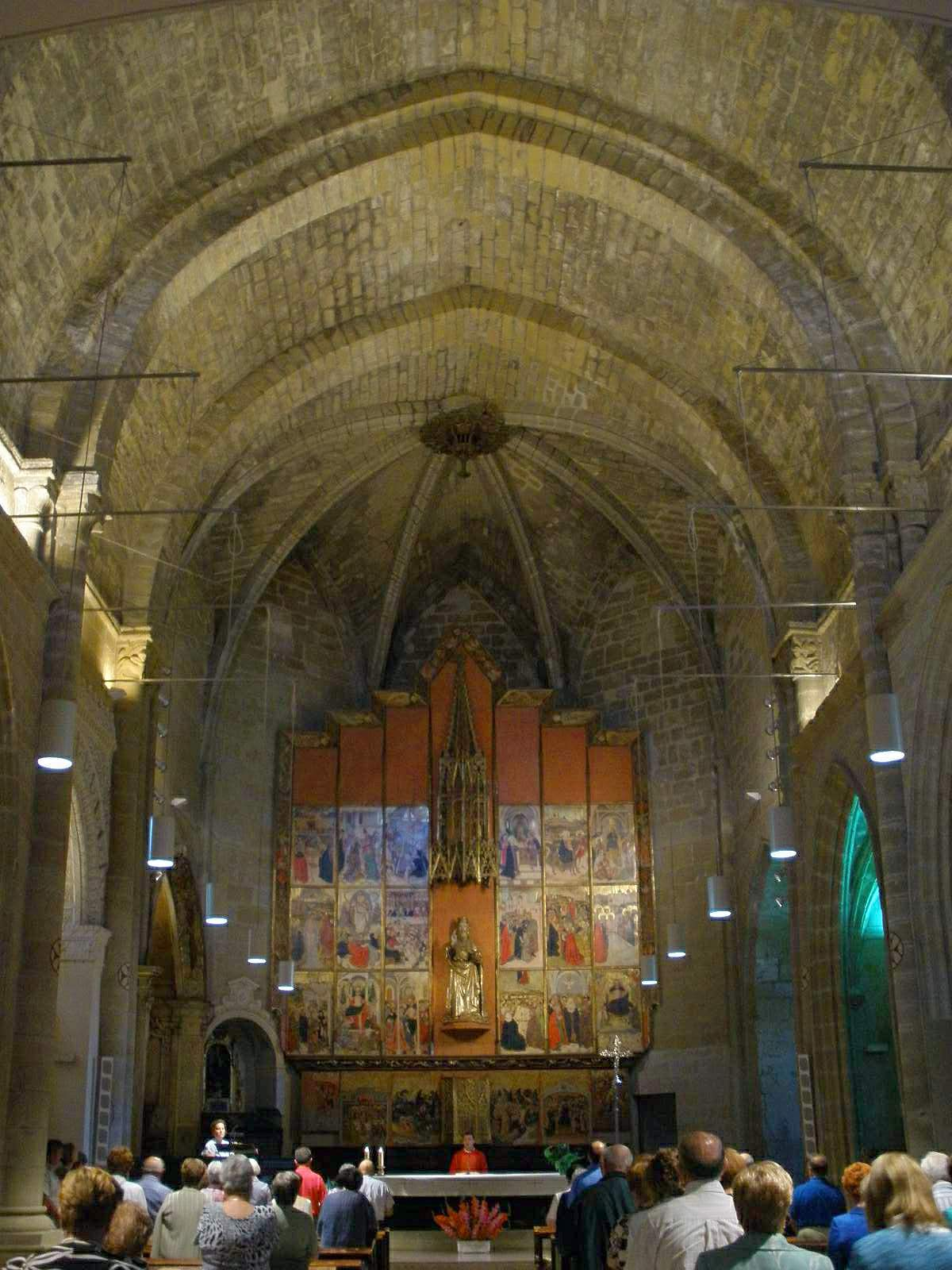
Innenraum

Das einschiffige Langhaus ist in vier Joche gegliedert und wird von einer leicht zugespitzten Tonne überwölbt, die durch Gurtbögen verstärkt wird. Die Gurtbögen ruhen auf schlanken, mit Kapitellen verzierten Halbsäulen. An das Langhaus schließen sich auf beiden Seiten Kapellen an, die Kapellen des südlichen Langhauses haben eine größere Tiefe als die des nördlichen Langhauses. Der dreiseitig geschlossene Chor wird von einem sechsstrahligen Rippengewölbe gedeckt, dessen Rippen in einem Schlussstein zusammenlaufen. Auf der rechten Chorseite öffnet sich eine Tür zur Sakristei.

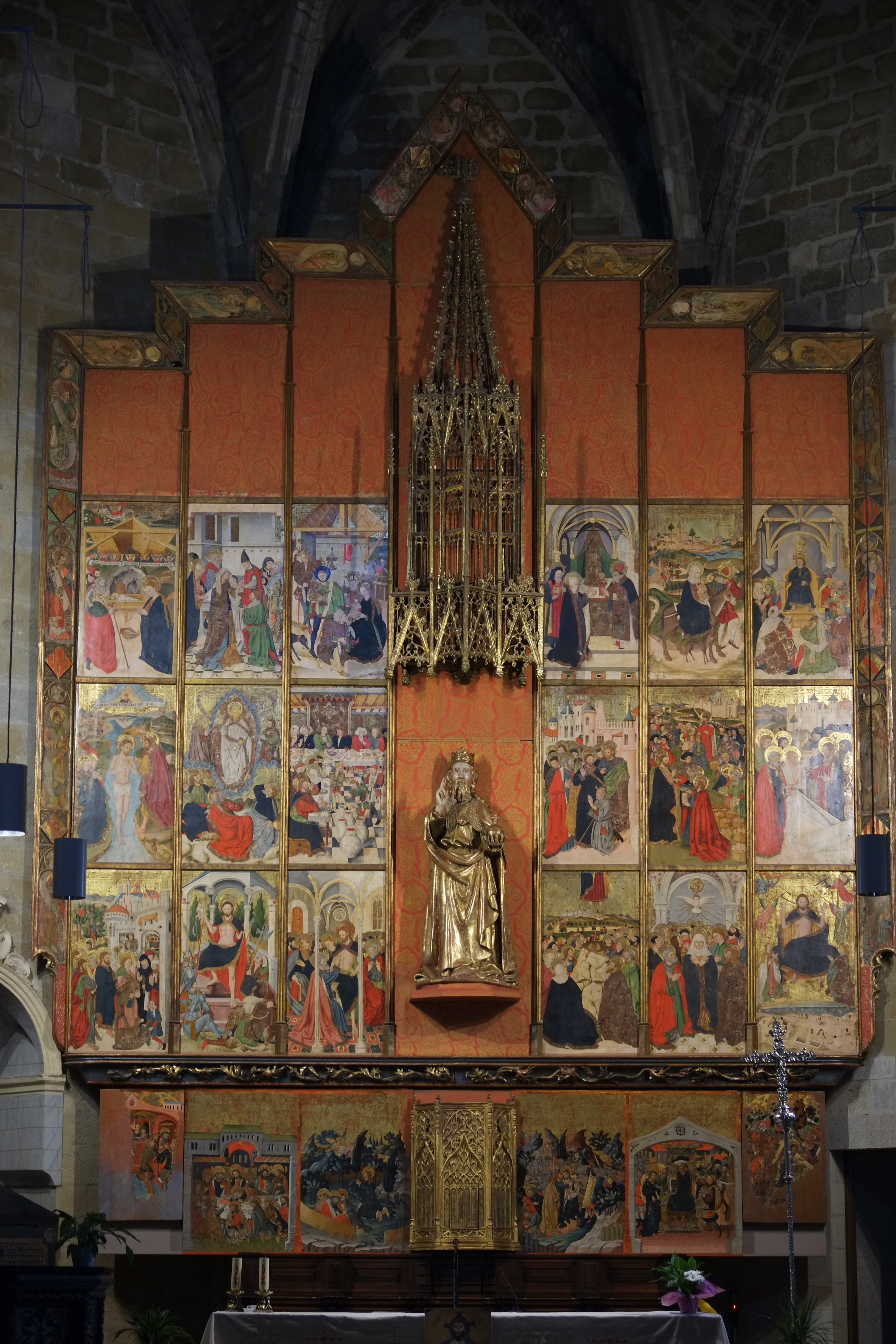
Altarretabel

## Altarretabel
Das Altarretabel war 300 Jahre lang mit barocken Szenen übermalt. Im Zuge der Renovierung der Kirche im Jahr 1986 wurde das Retabel restauriert und die gotischen Gemälde wieder freigelegt. Im Jahr 1992 kam das restaurierte Retabel wieder zurück in die Kirche.
Im Jahr 1438 erhielt der Maler Blasco de Grañén den Auftrag für den Altar. Der vielbeschäftigte Meister unterhielt eine Werkstatt mit mehreren Mitarbeitern. Die Szenen der Predella mit Darstellungen der Passion werden Blasco de Grañén selbst zugeschrieben, die Bilder der oberen Reihen führte ein anderer Maler aus, dessen Name allerdings nicht bekannt ist. Die Bilder dieses unbekannten Malers werden als ebenso qualitätvoll eingestuft wie dies des Meisters selbst und weisen bereits flämischen Einfluss auf. Die einzelnen Bilder vermitteln ein eindrucksvolles, detailreiches Bild der spanischen Gesellschaft in der Zeit des ausgehenden Mittelalters, von den Sitten und Gebräuchen, den Bauten, der Haartracht und der Mode in Aragón.
Auftraggeber für den Altar war die Pfarrei, die offensichtlich Schwierigkeiten hatte, genügend Geld aufzubringen, um den Künstler zu bezahlen. Im Jahr 1454 kam es zu einer zehnjährigen Unterbrechung der Arbeit. Auf der Tafel mit der Darstellung der Hochzeit zu Cana ist auf dem vorderen Krug die Jahreszahl „mil CCCCLIIII“ (1454) zu lesen, das Jahr, in dem Blasco de Grañén seine Arbeit vorläufig beendete. Im Jahr 1459 starb Blasco de Grañén ohne den Altar vollendet zu haben. Im Jahr 1463, nachdem 25 Jahre seit der Auftragserteilung vergangen waren, wurde die Arbeit am Altar wieder aufgenommen. Die Pfarrei traf neue Vereinbarungen mit den Schreinern, die den Rahmen und die Schnitzereien liefern sollten, und dem Maler Martín de Soria, einem Mitarbeiter von Blasco de Grañén, der den Altar im Jahr 1464 fertigstellte.
Das Retabel besteht aus 24 Tafelbildern, auf denen Szenen aus dem Leben Jesu dargestellt sind. Jede Tafel hat eine Höhe von 1,50 Meter und eine Breite von 0,90 Meter. Die Bilder sind in vier Reihen mit je sechs Tafeln angeordnet. In der oberen Reihe werden Szenen aus der Kindheit Jesu präsentiert: Geburt, Beschneidung, Anbetung der Heiligen Drei Könige, Präsentation im Tempel, Flucht nach Ägypten, Jesus unter den Schriftgelehrten. Die Szenen darunter stellen das Auftreten und Wirken Jesu in der Öffentlichkeit dar: Taufe im Jordan, Verklärung auf dem Berg Tabor, Weinvermehrung bei der Hochzeit zu Kana, Heilung eines Blinden, wunderbare Brotvermehrung, Auferweckung des Lazarus. 
Die Szenen der folgenden Reihe sind (außer dem Einzug in Jerusalem) den Erscheinungen Jesu nach seinem Opfertod bis zu seiner Wiederkunft am Jüngsten Tag gewidmet: Einzug in Jerusalem, Auferstehung Jesu, der ungläubige Thomas, Himmelfahrt, Aussendung des Heiligen Geistes, Jüngstes Gericht. Auf der Predella sind Szenen der Leidensgeschichte zu sehen: Einzug in Jerusalem (unvollständig), Letztes Abendmahl, Jesus und die schlafenden Jünger am Ölberg, Judaskuss, Jesus vor Pilatus, Kreuztragung. Die Figur des Salvator Mundi in der Mitte des Altars hat eine Höhe von über 1,80 Meter

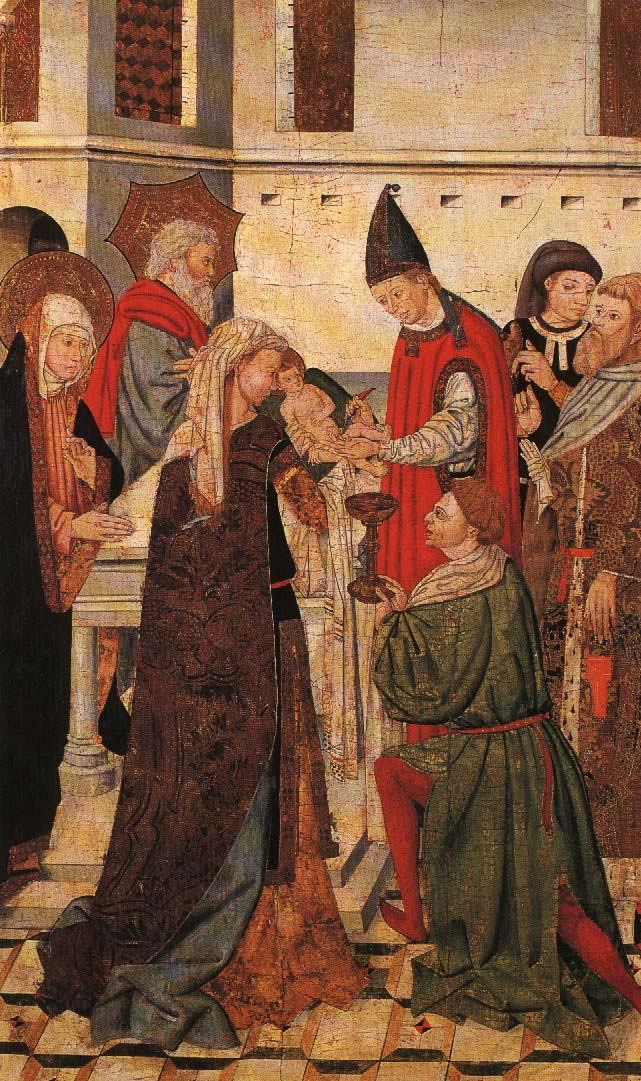
Beschneidung
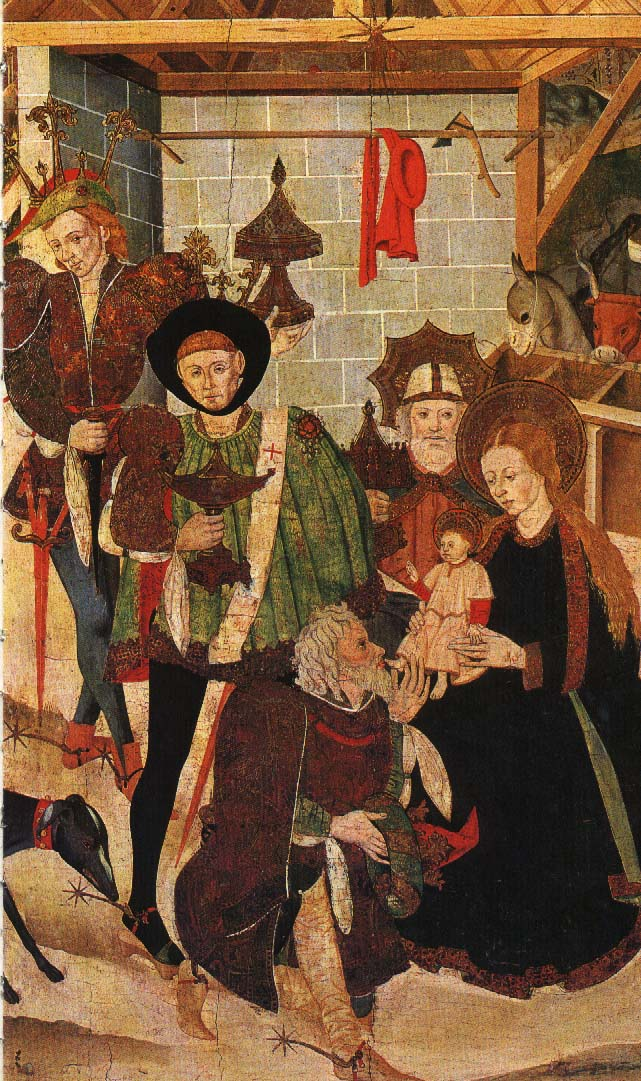
Anbetung der Heiligen Drei Könige
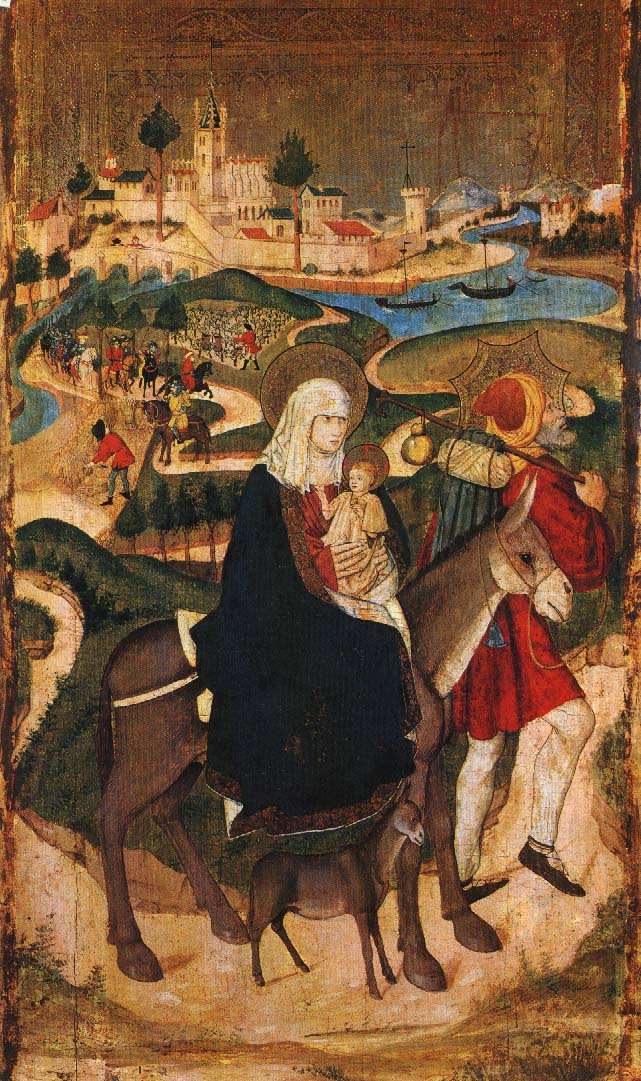
Flucht nach Ägypten
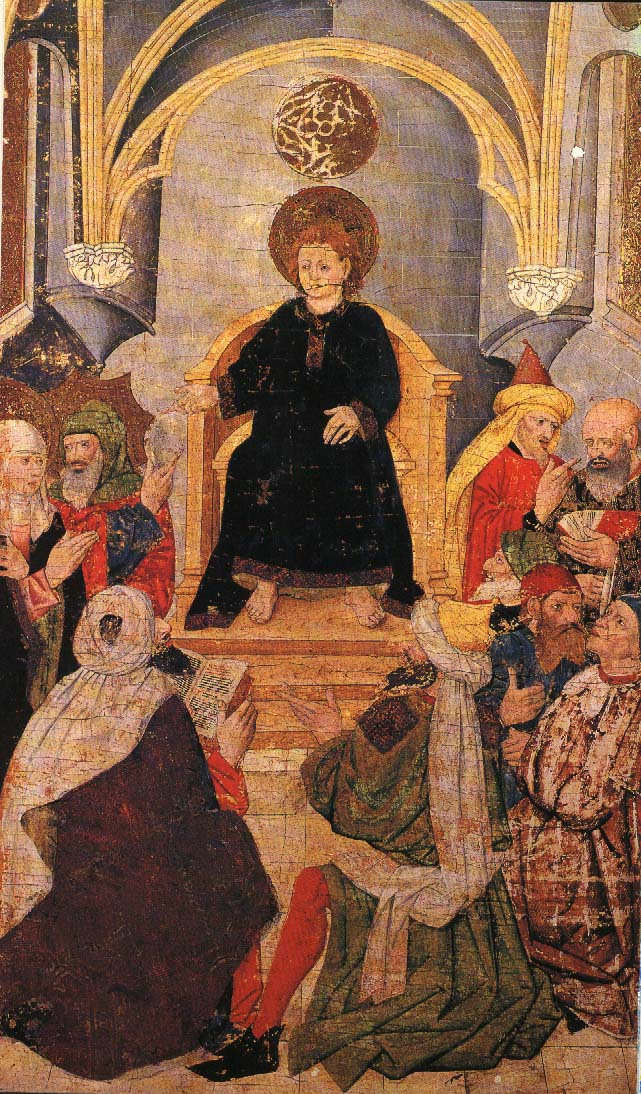
Jesus unter den Schriftgelehrten
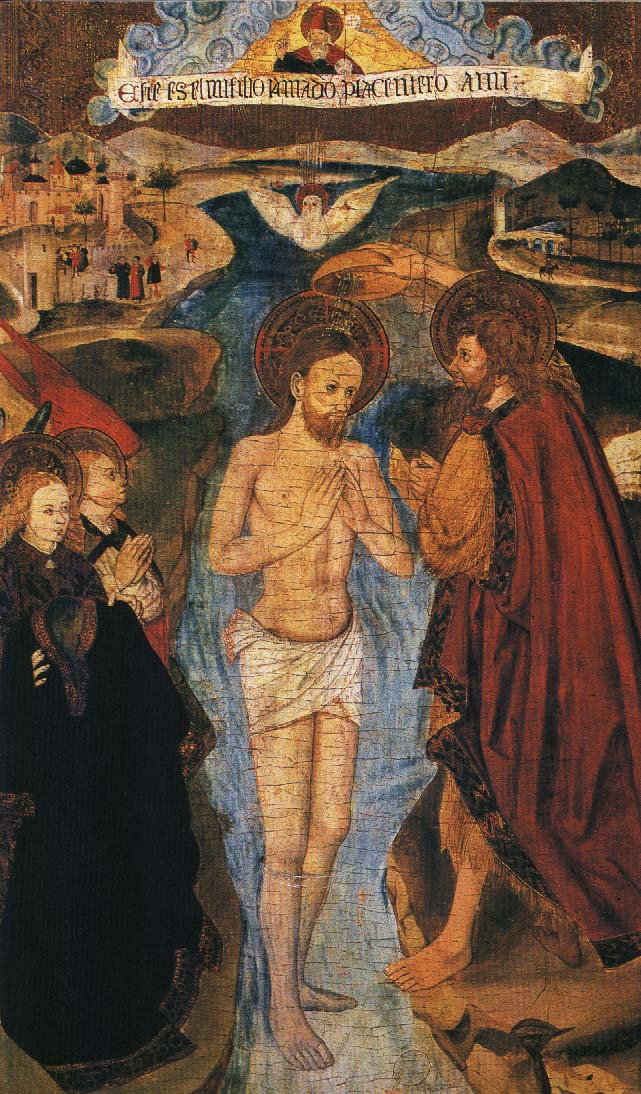
Taufe Jesu
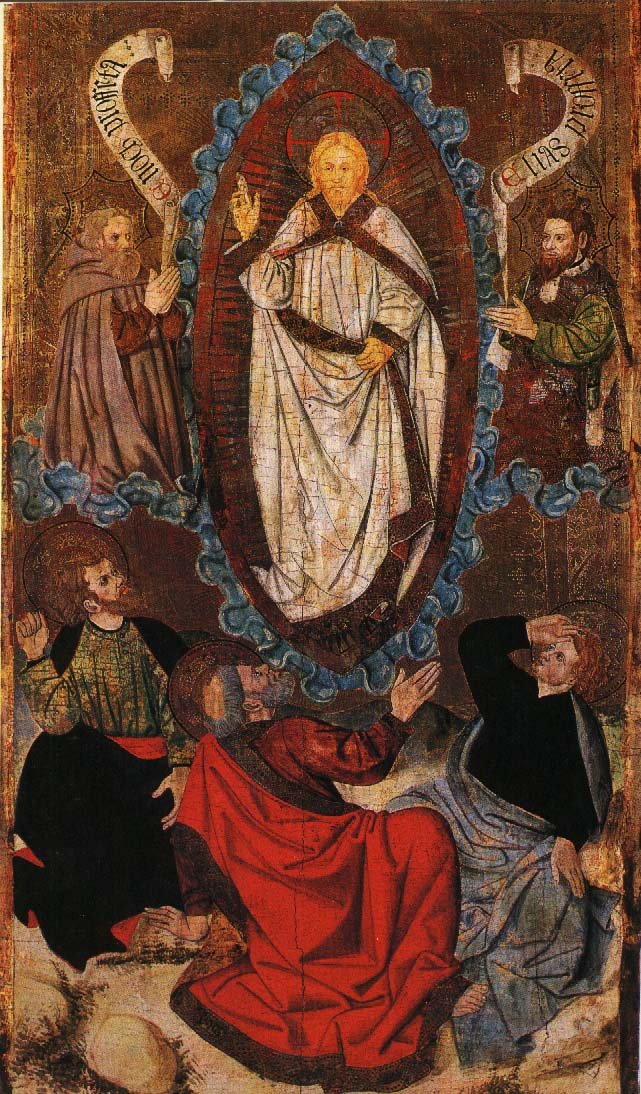
Verklärung Jesu
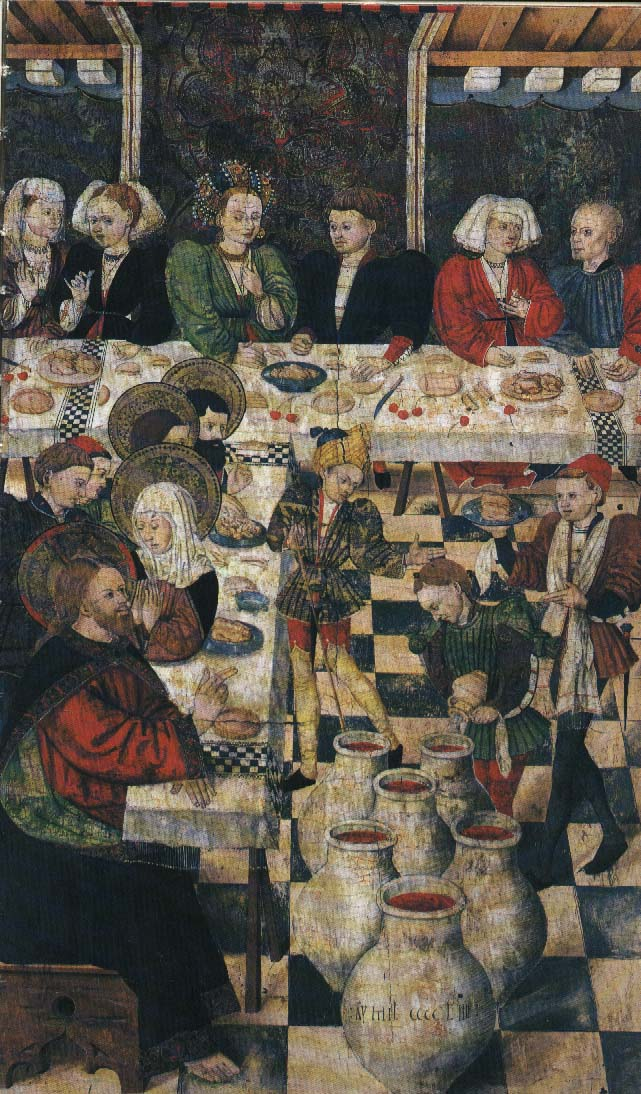
Hochzeit zu Cana
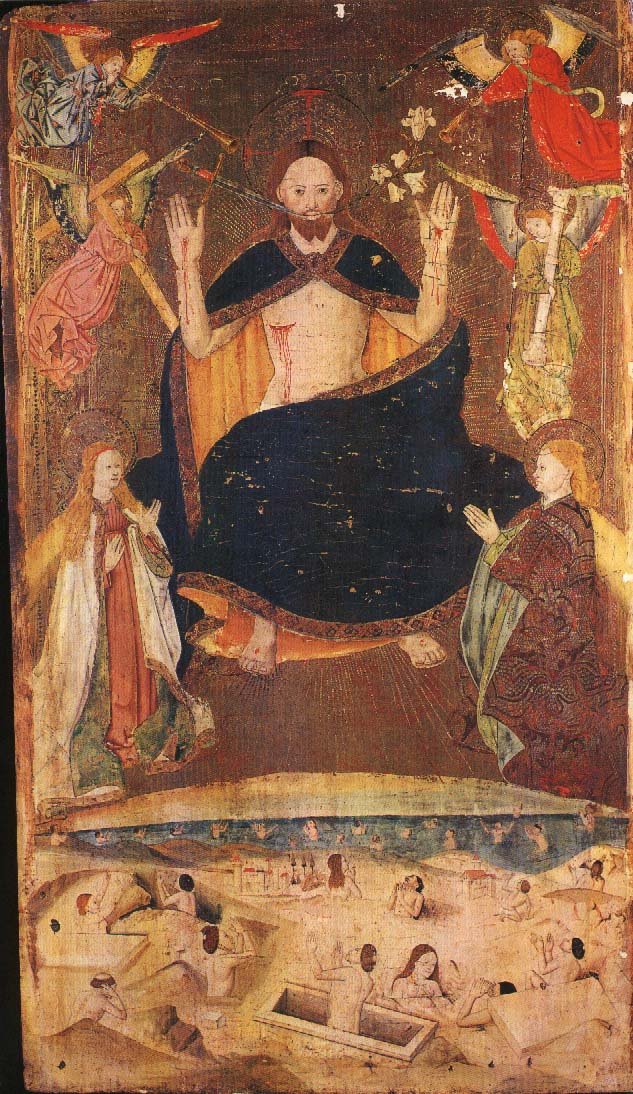
Jüngstes Gericht
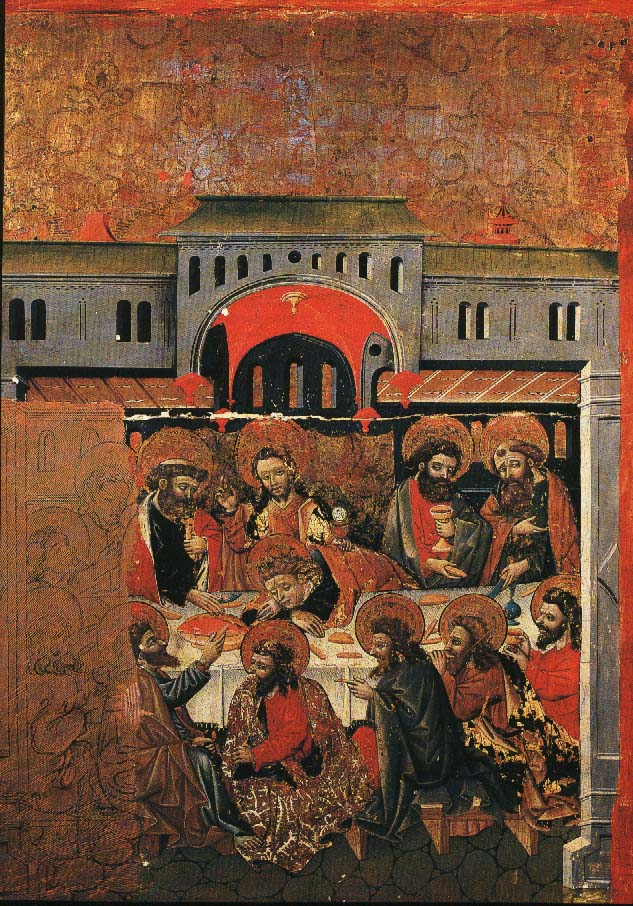
Abendmahl
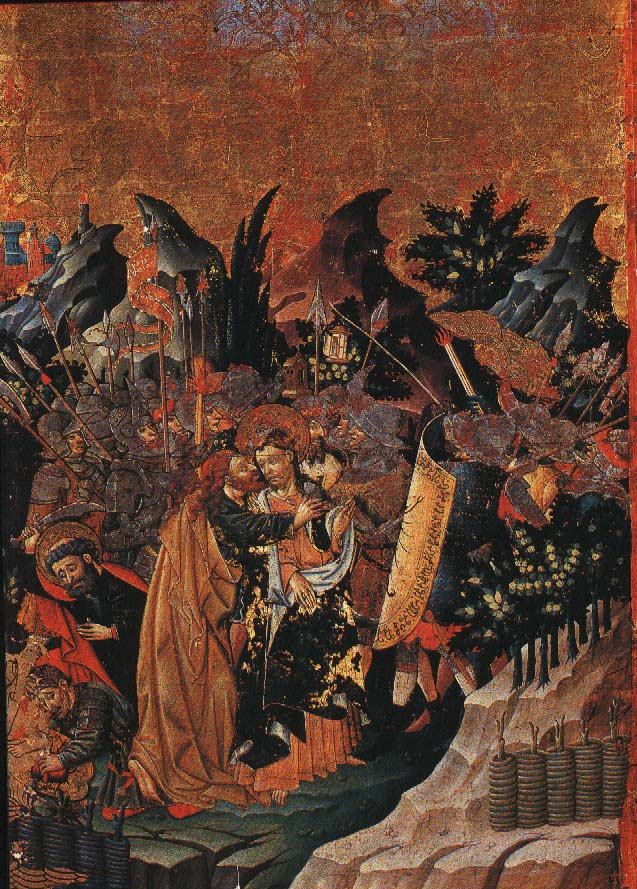
Judaskuss